# Siergiej Dawydow
Siergiej Dmitrijewicz Dawydow, ros. Сергей Дмитриевич Давыдов; błr. Сяргей Дзмітрыевіч Давыдаў Siarhiej Dzmitryjewicz Dawydau (ur. 2 marca 1979 w Rostowie nad Donem) – rosyjski łyżwiarz figurowy reprezentujący Białoruś w latach 1999–2008 w konkurencji solistów. Dwukrotny uczestnik igrzysk olimpijskich (2002, 2006)).
W roku 1997 zajął drugie miejsce w Mistrzostwach Świata Juniorów. W latach 2001−2008 osiem razy z rzędu zdobył pierwsze miejsce w mistrzostwach Białorusi. W latach 1999–2008 wielokrotnie reprezentował kraj na międzynarodowych imprezach. Jego najbardziej udanym występem w karierze był start na Mistrzostwach Europy w Warszawie w 2007 roku, gdzie otarł się o podium przegrywając brązowy medal z Kevinem Van Der Perrenem różnicą 0,07 pkt. Jego najwyższym osiągnięciem na Mistrzostwach Świata było siódme miejsce wywalczone w 2003 roku w Waszyngtonie.